# Język malajski Wysp Kokosowych
Język malajski Wysp Kokosowych (ang. Cocos Islands Malay, malajski Basa Pulu Cocos) – język kontaktowy używany na Wyspach Kokosowych, stanowiący pochodną języka malajskiego. Według Ethnologue jest to język kreolski oparty na malajskim.
Według danych Ethnologue (wyd. 22) posługuje się nim nieco ponad tysiąc osób, mieszkańców Wysp Kokosowych i malezyjskiego stanu Sabah. Według innych danych szacunkowych (2012) ma nieco ponad 22 tys. użytkowników (w większości zamieszkujących Sabah).
Wykazuje wpływy różnych języków, przede wszystkim angielskiego i jawajskiego. Zaimki 1. i 2. os. lp. to zapożyczenia z hokkien. W użyciu są również odmiany malajskiego z Indonezji i Malezji, które mają charakter prestiżowy i wywierają wpływ na ten język. Przyczyniają się do tego zwiększona mobilność oraz dostęp do telewizji z tych krajów (od lat 90. XX w.). Użytkownicy malajskiego Wysp Kokosowych mają styczność zarówno z odmianami standardowymi, jak i dialektami czy nieformalnymi stylami języka (m.in. poprzez indonezyjskie seriale telewizyjne).
Ze względu na swoją historię i położenie geograficzne rozwijał się w odizolowaniu od innych odmian malajskiego. Nie został dobrze poznany lingwistycznie. Niemniej z dostępnych danych wynika, że reprezentuje stosunkowo konserwatywną odmianę malajskiego, czemu sprzyja niski poziom kontaktu z niespokrewnionymi (nieaustronezyjskimi) językami.
W 2009 r. istniał zakaz posługiwania się malajskim Wysp Kokosowym w szkole. Zakaz ten nie funkcjonował w 2011 r.